# Mon mari est parti
Mon mari est parti est une chanson d'Anne Sylvestre sortie  en 1961  d'abord dans l'album Anne Sylvestre chante… puis dans le 45 tours Mon mari est parti.

## Historique
C'est l'une des premières chansons d'Anne Sylvestre. Elle sort dans son premier album, Anne Sylvestre chante… en 1961.

## Thématique
La narratrice raconte que son époux est parti « je ne sais où », « avec lui tous les autres maris des environs ». On comprend qu'ils sont partis combattre à la guerre. La narratrice est enceinte à son départ, et attend son mari après la naissance de leur enfant. La chanson se termine sur une note de désespoir,.

## Réception
« Anne Sylvestre est vraiment remarquée par le public et la critique avec Mon mari est parti, chanson qu’elle enregistre en 1961. »
« « Mon mari est parti » (1961),  écrit en pleine guerre d'Algérie, présente le désastre de la guerre du point de vue de la femme et a trouvé beaucoup d'écho à l'époque. » Un journaliste écrit par exemple en 1962 : « Mon mari est parti offre pour la première fois le son authentique d'une réaction féminine face à la guerre ».
Anne Sylvestre précise : « J’ai écrit Mon mari est parti juste pour exprimer ce que je pensais de la guerre, des guerres. J’ai su longtemps après que cette chanson avait été beaucoup écoutée en Algérie par les jeunes soldats. Mais à l’époque, je ne le savais pas. »
« Elle a été perçue comme une chanson qui parlait de la guerre d’Algérie, mais pour moi, c’était une chanson qui parlait de la guerre, de toutes les guerres. C’est une chanson qui a beaucoup été écoutée, qui est beaucoup passée sur les ondes. […] Malheureusement, je n’ai jamais eu de censures avouées, sinon, j’en aurais profité. Ça m'aurait fait de la publicité !! J’ai été seulement « déconseillée ». »